# Ashrita Furman
Ashrita Furman (født 16. september 1954 i Brooklyn i New York) er en amerikaner som er kendt for sine mange guinness rekorder.
Han har sat i alt 230 guinness-rekorder siden 1979. Den første rekord han tog var at tage 27.000 jumping jacks (sprællemænd). I april 2009 fik han sin rekord nummer 100 ved at samle en gruppe mennesker, som fremførte et digt på 111 sprog. Digtet Precious var skrevet af Sri Chinmoy og blev fremført i City Hall Park i New York.
Han har sat rekorder på alle 7 kontinenter, og i over 30 lande. Bl.a. har han sat rekorder ved kendte landemærker som Pyramiderne i Egypten hvor han løb mens han balancerede på en billardkø, Stonehenge hvor han balancerede på en trænings bold, Eiffeltårnet hvor han lavede flest sit-ups på en time og Den kinesiske mur hvor han hoppede på en hoppebold. 